# Hawker Typhoon
Die Hawker Typhoon war ein Kampfflugzeug der britischen Hawker Siddeley Aircraft Co. Sie wurde während des Zweiten Weltkriegs ab 1941 von der Royal Air Force (RAF) eingesetzt. Die Maschine gehörte mit ihrer Nachfolgerin Tempest zu den größten und schwersten Jagdflugzeugen ihrer Zeit. Weil die Typhoon aufgrund des „dicken“ Tragflächenprofils oberhalb von 6100 m (20.000 Fuß) nicht die nötigen Flugleistungen für die eigentlich vorgesehene Aufgabe als Abfangjäger erreichen konnte, kam sie schließlich als Jagdbomber zum Einsatz. Die einmotorige und einsitzige Maschine wurde bei der zu Hawker Siddeley gehörenden Gloster Aircraft Company gebaut.

## Geschichte

Hawker Typhoon Mk IB der 175. Squadron

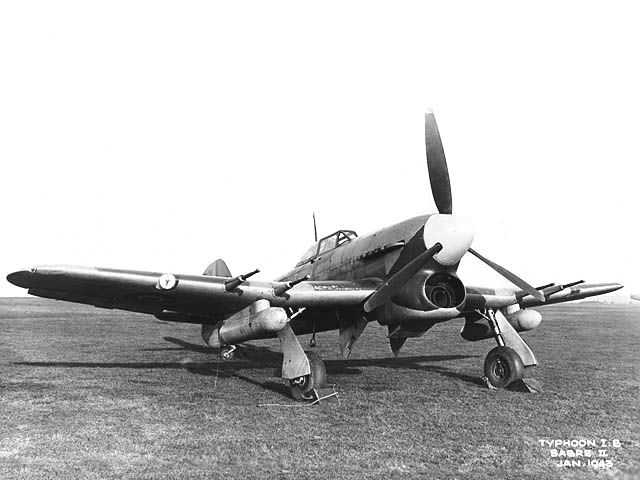
Hawker Typhoon Mk IB

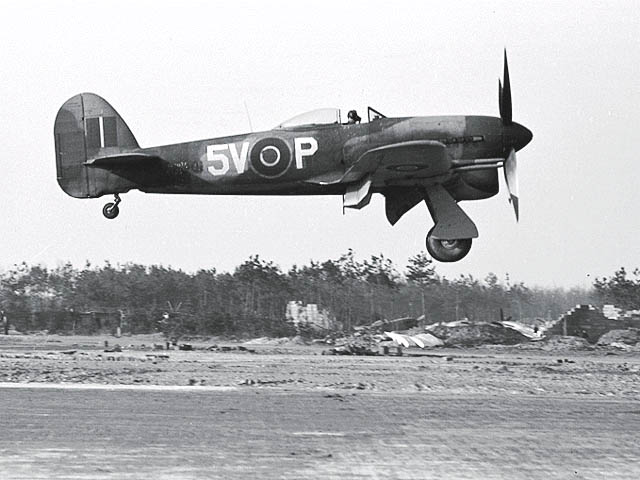
Hawker Typhoon Mk IB der RCAF landet in Goch, Lkr. Kleve, 1945

Bei Hawker Aircraft begann im März 1937 unter der Leitung von Chefkonstrukteur Sidney Camm die Typhoon-Entwicklung direkt im Anschluss an die der Hawker Hurricane. Es wurde die Spezifikation F.18/37 von Januar 1938 als Grundlage verwendet. Diese sah einen Jäger auf Basis der sich in der Auslegung ähnelnden Flugmotoren Napier Sabre (24-Zylinder-H-Motor) oder Rolls-Royce Vulture (24-Zylinder-X-Motor) vor, die beide mehr als 2.000 PS leisteten.
Es wurden zwei Entwürfe „R“ und „N“ gefertigt, wobei der R-Typ den Rolls-Royce-Motor erhielt. Die Nasenpartie des Flugzeuges war hier stärker gerundet und die Maschine erhielt einen runden Kühler. Beim N-Typ mit dem Sabre-Motor wurde der Kühler unter den Motor platziert. Beide Modelle erhielten einen Vorderrumpf in Gitterrohr-Bauweise aus geschweißtem Stahl; der hintere Bereich war in Halbschalenbauweise konstruiert. Das Profil der Tragflächen war viel dicker als das der Supermarine Spitfire.

### R-Typ
Der R-Typ, Hawker Tornado genannt, flog im Oktober 1939 und die RAF bestellte sofort 1000 Stück. Schnell zeigten sich Mängel in der Konstruktion; bei hohen Geschwindigkeiten kam es zu merklichen Kompressibilitätseffekten. Auch die Steigleistung reichte nicht an die der Spitfire heran. Der R-Typ kam daher nicht mehr als Ersatz für die Spitfire in der Rolle des Abfangjägers in Frage.

### N-Typ
Der N-Typ, Typhoon genannt, machte im Februar 1940 seinen Jungfernflug. Er sollte von der Gloster Aircraft Company gefertigt werden. Die RAF bestellte eine große Stückzahl; aber auch beim N-Typ zeigten sich Mängel. So lösten sich aufgrund von Motorvibrationen Teile der Tragflächenbeplankung. Beide Aufträge wurden daraufhin zunächst storniert. In kleinem Maßstab wurde jedoch weiter an den Typen gearbeitet; so wurde die Aerodynamik verbessert und versuchsweise ein dünneres Flügelprofil installiert. Auf Hawkers Initiative kamen versuchsweise auch Sternmotoren vom Typ Bristol Centaurus zum Einbau.
Die Bemühungen zur Behebung der Probleme zeigten gewisse Erfolge; eine Serie von Hawker Tornados wurde im Frühjahr 1941 ausgeliefert und bewies mit einer Maximalgeschwindigkeit von 685 km/h ihre Leistungsfähigkeit. Zu dieser Zeit stellte jedoch Rolls-Royce die Produktion der unzuverlässigen und unausgereiften Vulture-Motoren ein.
Daher konzentrierte sich Hawker auf die Fertigung der Typhoon. Die erste Serie von Mk IA mit zwölf Browning-Maschinengewehren des Kalibers .303 British (7,7 mm) wurde im Mai 1941 ausgeliefert. Die Wirkung der MG war zu gering und so wurde die nächste Serie, die Mk IB, mit vier 20-mm-Maschinenkanonen vom Typ Hispano Mk. II ausgerüstet.
Als Nachfolger der Typhoon entwarf Sidney Camm die ähnlich konstruierte Hawker Tempest. Ihre Tragflächen hatten ein Laminarprofil und sie konnte sowohl als Jagdbomber als auch als Jäger eingesetzt werden.
Die ausschließlich bei Gloster gefertigte Gesamtproduktion der Typhoon betrug 3330 Maschinen.

## Einsatz

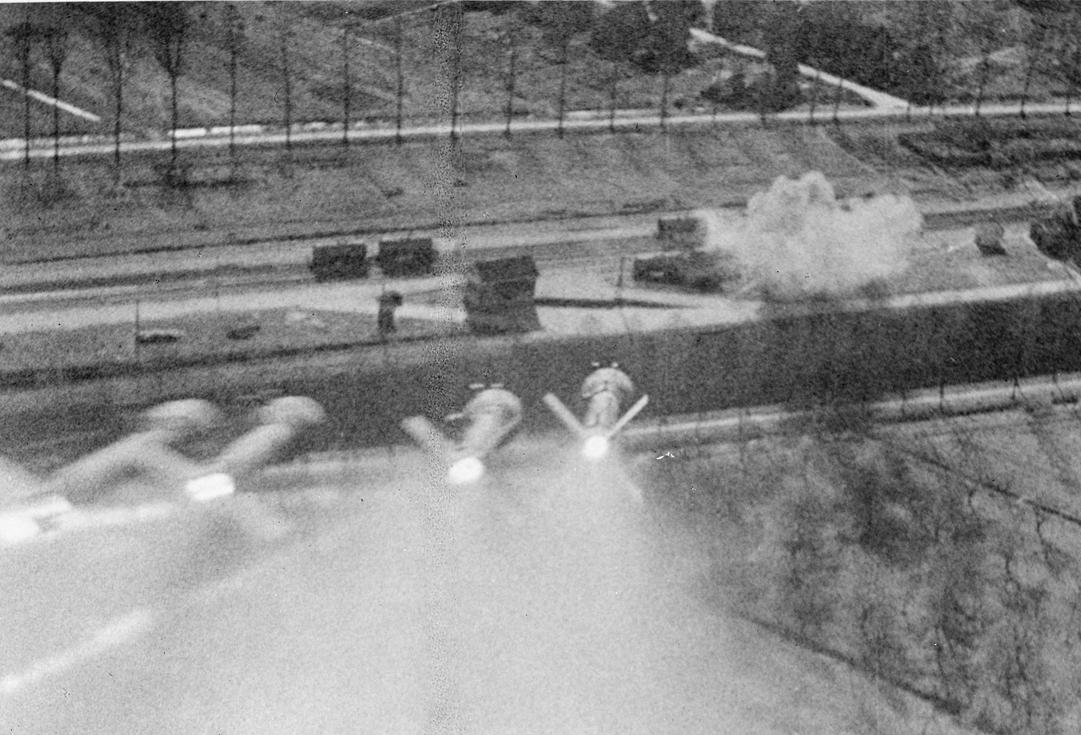
Eine Hawker Typhoon feuert eine Salve von vier RP-3-Raketen auf einen Eisenbahntransport bei Nordhorn ab

Nachdem in den Luftkampf über England vermehrt Focke-Wulf Fw 190 eingriffen, die viel schneller als die Spitfire V waren, wurde auch die ebenfalls, besonders  in niedrigen und mittleren Höhen, sehr schnelle Typhoon in den Luftkampf geschickt. Nachdem bereits 150 Maschinen ausgeliefert waren, kam es zu einer Anzahl von Abstürzen, die anfangs irrtümlich einem Versagen der hinteren Rumpfstruktur zugeschrieben wurden. Weitergehende Untersuchungen zeigten jedoch, dass das Wegbrechen des Massenausgleichs am Höhenruder zu dessen Flattern führte, was eine Überbelastung des hinteren Rumpfs und das Brechen an der Transportverbindung der Rumpfteile auslöste. Der Fehler konnte durch den Austausch eines nur wenige Schilling kostenden Teils behoben werden.
Dennoch konnte sich die Typhoon weder als Abfangjäger gegen die Focke-Wulf Fw 190 noch als Begleitjäger für die in Nordfrankreich einfliegenden britischen Bomber bewähren. Da mit der Spitfire IX mittlerweile ein ausgereifter Hochleistungsjäger in die Serienproduktion gegangen war, bestand kein Bedarf mehr an der Typhoon als Jagdflugzeug.
Es gab jedoch Bedarf an einem leistungsfähigen Jagdbomber. Die Maschinen wurden daraufhin für Tiefangriffe in Nordfrankreich und im Kampf in der Normandie eingesetzt. Sie begleiteten die alliierten Truppen durch Frankreich und Belgien. Dafür wurden sie auch mit ungelenkten Raketen des Typs RP-3 (Rocket Projectile 3 inch) ausgerüstet.

## Produktionszahlen
Die Typhoon wurde in Großbritannien bei Hawker und Gloster gebaut.
| Version | Hawker | Gloster | Summe |
| ------- | ------ | ------- | ----- |
| Mk Ia   | 4      | 100     | 104   |
| Mk Ib   | 11     | 3163    | 3174  |
| Summe   | 15     | 3263    | 3278  |

| Jahr              | Anzahl |
| ----------------- | ------ |
| 1941              | 27     |
| 1942              | 687    |
| 1943              | 1134   |
| 1944              | 1164   |
| bis 31. Juli 1945 | 266    |
| Summe             | 3278   |

Nach dem Juli 1945 wurden von Gloster noch 40 bis 50 Typhoon geliefert.

## Technische Daten

Hawker Typhoon

| Kenngröße             | Daten der Hawker Typhoon Mk. IB |
| --------------------- | --- |
| Besatzung             | 1 |
| Länge                 | 9,73 m |
| Spannweite            | 12,67 m |
| Höhe                  | 4,52 m |
| Flügelfläche          | 25,92 m² |
| Flügelstreckung       | 6,2 |
| Leermasse             | 3.990 kg |
| max. Startmasse       | 6.340 kg |
| Antrieb               | ein 24-Zyl.-H-Motor Napier Sabre mit 1.626 kW (2.212 PS)                                                                               |
| Höchstgeschwindigkeit | 663 km/h |
| Dienstgipfelhöhe      | 10.350 m |
| max. Reichweite       | 1.570 km |
| Bewaffnung            | vier 20-mm-Maschinenkanonen Hispano Mk. II, zwei Bomben mit je 500 lb (227 kg) bzw. 1.000 lb (454 kg) Masse oder acht Raketen Typ RP-3 |

## Erhaltene Exemplare

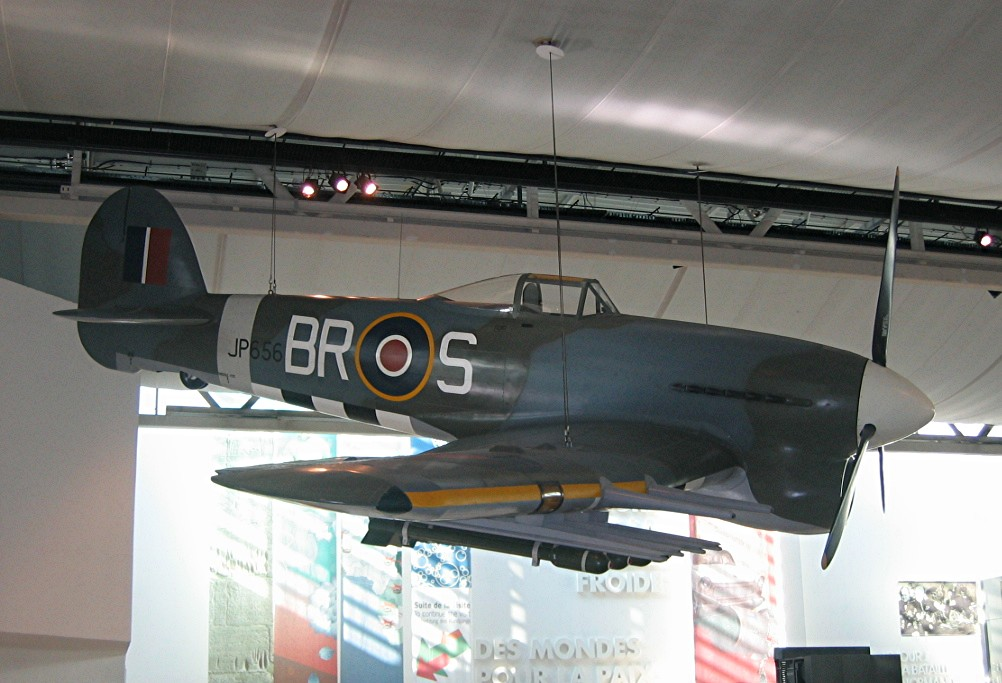
Nachbau einer Hawker Typhoon im Memorial de la Paix in Caen

Die einzige erhaltene Hawker Typhoon befindet sich heute im Royal Air Force Museum in Hendon. Die Maschine war ursprünglich zu Testzwecken in die USA geliefert worden, wo sie einige Jahre nach dem Kriegsende in den Bestand des National Air and Space Museum in Washington überging. Nach dem Tausch gegen eine Hawker Hurricane und der Rückführung nach England wurde die Maschine ab 1968 restauriert und ab 1972 in Hendon ausgestellt. Von 2014 bis 2018 war die Maschine an das Canada Aviation and Space Museum ausgeliehen. Daneben existieren mehrere Restaurierungsprojekte in unterschiedlichen Fortschrittsstadien.
Der originalgetreue Nachbau einer Hawker Typhoon befindet sich aufgehängt unter der Decke des Memorial de la Paix in Caen/Frankreich.

## Nutzer

### Nutzerstaaten
Australien
 Belgien
 Kanada
 Neuseeland
 Vereinigtes Königreich

### Stationierungsorte in Deutschland
- 2. Tactical Air Force (2 TAF)/British Air Force of Occupation (BAFO)
  - B-111/Ahlhorn, April bis Juni 1945, Typhoon 1B (193., 197., 263. und 266. Squadron)
  - B-105/Drope, April bis Juni 1945, Typhoon 1B (266. Squadron)
  - R-16/Hildesheim, Juni bis August 1945, Typhoon 1B (193., 197., 263. und 266. Squadron)
  - B-150/Hustedt, April bis Juni 1945, Typhoon 1B (175., 184. und 245. Squadron)
  - B-158/Lübeck, Mai bis September 1945, Typhoon 1B (137., 174. und 247. Squadron)
  - B-103/Plantlünne, April bis Mai 1945, Typhoon 1B (198. und 609. Squadron)
  - B-164/Schleswigland, Mai bis September 1945, Typhoon 1B (175., 184. und 245. Squadron)
  - B-116/Wunstorf, Mai bis September 1945, Typhoon 1B (198. und 609. Squadron)

Flugplätze, die durch die 137., 175. und 247. Staffel ausschließlich während des Krieges belegt waren, sind nicht aufgeführt; sie nutzten von Ende März 1945 bis zum Kriegsende noch den Advanced Landing Ground B-100 Goch, B-110/Achmer, B-112/Hopsten, B-120/Langenhagen, B-156/Lüneburg und B-118/Celle.